# Clypeodromus thyridialis
Clypeodromus thyridialis är en stekelart som beskrevs av Tereshkin 1992. Clypeodromus thyridialis ingår i släktet Clypeodromus och familjen brokparasitsteklar. Inga underarter finns listade i Catalogue of Life.